# Reprezentacja Korei Południowej w rugby 7 kobiet
Reprezentacja Korei Południowej w rugby 7 kobiet – zespół rugby 7, biorący udział w imieniu Korei Południowej w meczach i sportowych imprezach międzynarodowych, powoływany przez selekcjonera, w którym mogą występować wyłącznie zawodnicy posiadający obywatelstwo tego kraju, mieszkający w nim, bądź kwalifikujący się ze względu na pochodzenie rodziców lub dziadków. Za jego funkcjonowanie odpowiedzialny jest Koreański Związek Rugby, członek Asia Rugby oraz World Rugby.

## Turnieje

### Udział wigrzyskach azjatyckich
| Rok  | Wynik | Źródło |
| ---- | ----- | ------ |
| 2010 | 8.    |        |
| 2014 | 9.    |        |
| 2018 | 7.    |        |